# Regne de Romerike

Øvre Romerike
Nedre Romerike

El regne de Romerike o Raumarike és l'antic nom d'una regió històrica, al nord-est d'Oslo, antic regne de Noruega. Actualment la seva superfície correspon, aproximadament, a la província d'Akershus.

## Etimologia
La forma original en nòrdic antic va ser Raumaríki (també Raumafylki), però el nom ha de ser molt més antic. El primer element és el genitiu plural de raumr ('persona de Romerike'), l'últim element és ríki ('regne'), (veure Ringerike i Ranrike). En l'Era dels vikings era la part baixa de Glomma anomenada Raumelfr ('riu dels raums'). L'historiador Jordanes ja havia denominat als habitants de la regió com raumariciae.

## Història
Abans de la unificació de Noruega per Harald I, Romerike era un regne independent que va tenir el seu moment de grandesa entre els segles V i VII. Jordanes va escriure en el seu Getica sobre una tribu emplaçada en "Scandza" (Escandinàvia) que va anomenar Raumarici i que sembla el mateix nom que Raumariki.
En les obres llegendàries Beowulf i Widsith, s'esmenta la tribu com Heaðo-Reamas (Reamas lluitadors, per la correspondència entre Reamas i Raumar comparat amb, per exemple Gautas i Gautar).
La Noruega de l'Era dels Vikings va estar dividida en petits regnes independents governats per cabdills que governaven els territoris, competien per la supremacia al mar i la influència política, i buscaven aliances o el control sobre altres famílies reials, bé de forma voluntària o forçades. Aquestes circumstàncies van provocar períodes revoltosos i vides heroiques com es recull a la saga Heimskringla de l'skald islandès Snorri Sturluson al segle xiii. Heimskringla relata que va ser governada per Sigurd Ring i Ragnar Lodbrok durant el segle viii. Al segle IX Halfdan el Negre per afermar el seu domini va haver de derrotar i matar en batalla al previ governant, Sigtryg Eysteinsson i en successives batalles al germà i successor Eystein. Després de la mort de Halfdan, el rei suec Erik Eymundsson va prendre el poder, però va ser conquistat pel rei noruec Harald I i la seva ambició per unificar els regnes noruecs.
El cor del regne era Sand, entre Jessheim i Garder, on anteriorment ja van existir assentaments, el sòl era cultivable i els boscos rics en recursos. El seu nom va poder derivar de Raum elfr, un vell apel·latiu del riu Glomma.

### Sagues
A les sagues Hversu Noregr byggdist i Thorsteins saga Víkingssonar, el nom del regne s'atribueix al rei Raum el Vell. Segons Thorsteins saga, els membres de la família real eren grans, toscos i lletjos, i per aquesta raó van ser cridats "els grans de Raumar".